# 松元洋一
松元 洋一（まつもと よういち、1954年1月1日 - 2022年2月3日）は日本の陶芸家。
奈良県橿原市生まれ。1983年に奈良市鉢伏町にて『青蛾窯』を築窯。作品は焼き締めや自然釉の花器・酒器・茶器・食器がメイン。
毎年の春分に、年に一度の大窯焚きを行う。大窯焚きは七昼夜継続する。薪をくべるタイミング、燠掻き、併窯など独特な技法があり、世界中の陶芸家が窯焚に参加し、見学しに来ていた。２０１８年、鳥取大学が氏のドキュメンタリー映像を撮影し、ネットで公表した。
独特な自然釉は紫から赤まで、虹色を発色する。表面は強還元と高炉圧によるカーボンコーティングが、金と銀の輝きを放つ。世の中の自然釉と区別し、青蛾釉と呼ばれている。その他には粉引と薪窯を結合した新しい技法「青蛾白」がある。
氏は年間日本全国と海外で十回の個展を行う。個展は華道や中国茶道の先生とコラボすることが多い。

## 略歴
- 1976年 - 近畿大学農学部卒業。旅先の萩市にて焼き物と出逢い、以降独学で陶工を志す
- 1983年 - 奈良市鉢伏町に青䖸窯を築窯
- 1988年 - 穴窯初窯、日本全国を巡る年間十回の個展を開始
- 2014年 - 鳥取大学・非常勤講師（2016年まで）[1]
- 2018年 - 北京にて個展

## 主な展示歴
松元洋一氏は全国各地の寺院、ギャラリー、デパートで合計三百回以上の個展歴を持つ。
2018年に、海外初の個展を北京市老古竹斎にて開催。
以下は主な展示歴
- 京都東山・法然院南書院（2005）[2]
- 京都祇園・建仁寺塔頭・禅居庵（2007）[3]
- 京都祇園・建仁寺・正伝永源院（2011）[4]
- 京都祇園・友々ぼん（2016）[5]
- 京都市・月桂冠大倉記念館（2016）[6]
- 京都市・酒の器toyoda[7][8]
- 松本市・蔵シック館[9]
- 松山市・隣花庵[10][11]
- 宮崎市・ギャラリー陶花（2015）[12]
- 北京市・老古竹斎（2018）
- 神戸市・ギャラリー住吉倶楽部（1989）[13]
- 芦屋市・ASHIYA COMMOPLUS[14][15]
- 名古屋市・ギャラリー栗本
- 東京都・ギャラリー・コンティーナ[16][17]

- 東京銀座・松屋
- 東京日本橋・丸善[18]
- 東京池袋・東武百貨店
- 東京新宿・三越
- 広島市・福屋[19][20]
- 名古屋市・丸栄[21]
- 名古屋三越[22]
- 岡山市・髙島屋
- 大阪市・近鉄百貨店阿倍野店
- 四日市・近鉄百貨店四日市店
- 小倉市・井筒屋[23]
- 松江市・一畑百貨店

## 主な受賞歴
- 1979年 - 1984年 - 日本・国展、新匠工芸展 入選
- 2007年、2008年、2009年、2010年 - フランス・ サロン・ドートンヌ入選
- 2012年 - フランス・「ガムアート・グランコンクール・インターナショナル2012」レヴェラシオン賞と銀メダル 受賞

## 引用
1. ↑  “イベント案内｜鳥取大学地域学部附属芸術文化センター”. www.rs.tottori-u.ac.jp. 2019年6月27日閲覧。
2. ↑  “酒の器Toyoda　松元洋一”. www.sakenoutsuwa.com. 2019年6月27日閲覧。
3. ↑  “酒の器Toyoda　松元洋一”. www.sakenoutsuwa.com. 2019年6月27日閲覧。
4. ↑  saetapp. “松元洋一展”. ぽっぽいっぽ. 2019年6月27日閲覧。
5. ↑  “京都:祇園 2016.10.21-26 友々ぼん ジョリージョンソン ＆ 松元洋一” (英語). 2019年6月27日閲覧。
6. ↑  “２０１６年２月１９日～２１日「如月の伏見 花とうつわの饗宴」と題し、大倉記念館に於いて松元洋一先生の器と花との出会い”. いけばな嵯峨御流（さがごりゅう） (2016年2月3日). 2019年6月27日閲覧。
7. ↑  “酒の器Toyoda　松元洋一”. www.sakenoutsuwa.com. 2019年6月27日閲覧。
8. ↑  “酒の器Toyoda　松元洋一2012”. www.sakenoutsuwa.com. 2019年6月27日閲覧。
9. ↑  “松元洋一の器を楽しむ食事会 草菴 | 耳より情報 | 株式会社市民タイムス”. www.shimintimes.co.jp. 2019年6月27日閲覧。
10. ↑  “埴のうつわ 松元洋一展”. 隣花庵 公式ウェブサイト｜愛媛県松山市. 2019年6月27日閲覧。
11. ↑  “埴のうつわ 松元洋一展”. 隣花庵 公式ウェブサイト｜愛媛県松山市. 2019年6月27日閲覧。
12. ↑  oceandancer. “陶芸家、松元洋一展。”. SHIP OF FOOLS. 2019年6月27日閲覧。
13. ↑  “CafeContainer09-3-01”. www.kiesinc.jp. 2019年6月27日閲覧。
14. ↑  “松元洋一さんの個展”. ASHIYA　COMMOPLUS. 2019年6月27日閲覧。
15. ↑  “松元洋一さんの作品④”. ASHIYA　COMMOPLUS. 2019年6月27日閲覧。
16. ↑  “CafeContainer09 TOP”. www.kiesinc.jp. 2019年6月27日閲覧。
17. ↑  “CafeContainer09 TOP”. www.kiesinc.jp. 2019年6月27日閲覧。
18. ↑  ginzanews. “丸善日本橋で松元洋一「器」展 | 銀座新聞ニュース”. 2019年6月27日閲覧。
19. ↑  “旬菜蔵: 松元洋一作品展”. syunsai-kura.jp. 2019年6月27日閲覧。
20. ↑  “旬菜蔵: 松元洋一 展”. syunsai-kura.jp. 2019年6月27日閲覧。
21. ↑  “松元洋一展”. 斎花の気まぐれ日記. 2019年6月27日閲覧。
22. ↑  “名古屋栄三越 6月の美術催物”. 2019年6月27日閲覧。
23. ↑  oceandancer. “陶芸家、松元洋一展。”. SHIP OF FOOLS. 2019年6月27日閲覧。